# 西部戦線 (ソ連軍)
西部戦線（ロシア語: Западный фронт、西部方面軍、もしくは西部正面軍とも）は、第二次世界大戦中（独ソ戦初期～中期）にソ連西部に設置された赤軍の方面軍級部隊である。

## 概要
1941年6月22日、西部特別軍管区（第3軍、第4軍、第10軍、第13軍）に基づき創設。その後、第5軍、第11軍、第16軍（1943年5月1日から第11親衛軍）、第19軍、第20軍、第21軍、第22軍、第28軍、第29軍、第30軍（1943年5月1日から第10親衛軍）、第31軍、第32軍、第33軍、第39軍、第43軍、第49軍、第50軍、第61軍、第68軍、第1打撃軍、第3戦車軍、第4戦車軍、第1航空軍が編入された。
1941年中、戦線部隊は、白ロシアの戦略防勢作戦、スモレンスクの戦い、モスクワの戦いに参加した。モスクワ戦略攻勢作戦時、西部戦線は、カリーニン戦線及び南西戦線と協同で、ドイツ中央軍集団を撃破し、モスクワから100～250kmまで撃退した。
ルジェフ・ヴャゼム戦略作戦時、西部戦線は、カリーニン戦線と共に、北西戦線及びブリャンスク戦線の支援の下、敵を西方に80～250km撃退し、モスクワ州及びトゥーラ州、カリーニン州及びスモレンスク州の大部分を解放した。
1942年7月～8月、カリーニン戦線と共に、ルジェフ・スィチェフ作戦を発動し、ヴォルガ川左岸の敵橋頭堡を撃滅した。1943年のルジェフ・ヴャゼム作戦時、カリーニン戦線と共に、ドイツ軍の突出部を撃滅し、戦線を更に130～160km押し戻した。
1943年7月～8月、クルスクの戦い時、戦線左翼部隊が、ブリャンスク戦線及び中央戦線と共同でオリョール戦略作戦に参加すると同時に、8月～10月、戦線主力は、カリーニン戦線左翼と協同でスモレンスク作戦を発動した。その結果、200～250km西方に前進し、カリーニン州とスモレンスク州の一部を解放した。
1943年末～1944年初め、西部戦線は、ヴィテブスク及びオルシャン方面で攻勢を展開し、白ロシア東部に進出した。
1944年4月12日付最高司令部スタフカの命令に基づき、4月24日、西部戦線は、第3白ロシア戦線に改称された。配下の3個軍は、第2白ロシア戦線に移管された。

## 編制
- 第3軍 - 1941年6月22日から
- 第4軍 - 1941年6月22日から
- 第10軍 - 1941年6月22日から
- 第13軍 - 1941年6月24日から
- 第5軍
- 第11軍
- 第16軍（1943年5月1日から第11親衛軍）
- 第19軍
- 第20軍
- 第21軍
- 第22軍
- 第28軍
- 第29軍
- 第30軍（1943年5月1日から第10親衛軍）
- 第31軍
- 第32軍
- 第33軍
- 第39軍
- 第43軍
- 第49軍
- 第50軍
- 第61軍
- 第68軍
- 第1打撃軍
- 第3戦車軍
- 第4戦車軍
- 第1航空軍

## 指揮官
司令官：
1. ドミトリー・パヴロフ上級大将（1941年6月）
2. アンドレイ・エリョーメンコ中将（1941年6月～7月）
3. セミョーン・ティモシェンコソ連邦元帥（1941年7月～9月）
4. イワン・コーネフ中将（1941年9月～10月）
5. ゲオルギー・ジューコフ上級大将（1941年10月～1942年8月）
6. イワン・コーネフ大将（1942年8月～1943年2月）
7. ワシーリー・ソコロフスキー大将（1943年2月～1944年4月）
8. イワン・チェルニャホフスキー大将（1944年4月）

軍事会議議員：
1. A.フォーミン軍団委員（1941年6月～7月）
2. レフ・メフリス一等軍委員（1941年7月）
3. パンテレイモン・ポノマレンコ白ロシア共産党（ボリシェヴィキ）中央委員会書記（1941年7月）
4. ニコライ・ブルガーニン中将（1941年7月～1943年12月）
5. レフ・メフリス中将（1943年12月～1944年4月）
6. V.マカロフ中将（1944年4月）

参謀長：
1. V.クリモフスキー少将（1941年6月）
2. G.マランディン中将（1941年7月）
3. ワシーリー・ソコロフスキー中将（1941年7月～1942年1月）
4. V.ゴルシュケーヴィチ少将（1942年1月～5月）
5. ワシーリー・ソコロフスキー中将（1942年5月～1943年2月）
6. A.ポクロフスキー中将（1943年2月～1944年4月）